# Michele Didoni
Michele Didoni (Milão, 7 de março de 1974) é um antigo atleta italiano, praticante de marcha atlética. Ganhou a medalha de ouro nos 20 km marcha dos Campeonatos Mundiais de 1995, realizados em Gotemburgo, Suécia.
Foi Campeão de Itália de 20 km marcha em 1995 e de 50 km marcha em 1998.

## Recordes pessoais
- 10 km : 42:02 m (2004)
- 20 km : 1:19:59 h (1995)
- 50 km : 3:51:53 h (1998)